# Washo (volk)
De Washo (ook: Washoe) zijn een indianenstam die in het Grote Bekken leven, op de grens tussen Californië en Nevada in de Verenigde Staten. Ze leven momenteel in de stroomgebieden van de Truckee en de Carson. De Washo leven al ten minste 6000 jaar in het Grote Bekken.
Washoe County in de staat Nevada werd naar de stam genoemd.

## Taal
De naam "Washo" komt van waashiw, wat 'mensen van hier' betekent in het Washo. Het Washo wordt weleens bij de Hokantalen gerekend, een hypothetische taalfamilie van indianentalen uit het westen van de VS en Mexico. Anderen noemen het Washo een geïsoleerde taal. De taal is erg bedreigd en telt 10 à 252 sprekers.

## Bekende Washo
- Dat So La Lee (ca. 1829–1925), mandenvlechtster